# طريق القبلة (السياني)

تعديل مصدري - تعديل

طريق القبلة محلة تابعة لقرية النجد الأحمر، التابعة لعزلة هدفان بمديرية السياني إحدى مديريات محافظة إب في الجمهورية اليمنية، بلغ تعداد سكانها 126 حسب تعداد اليمن لعام 2004.